# Пежвай
Пежва́й (рос. Пежвай) — присілок в Ігринському районі Удмуртії, Росія.

## Населення
Населення — 133 особи (2010; 164 в 2002).
Національний склад станом на 2002 рік:
- удмурти — 99 %

## Урбаноніми[3]
- вулиці — Верхня, Центральна